# Johann Gottfried Abraham Frenzel

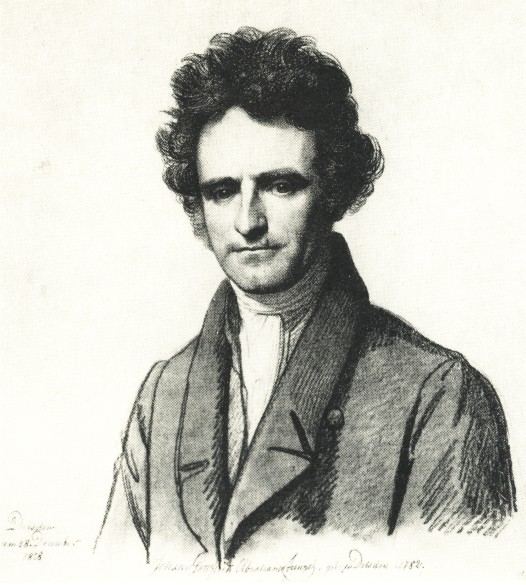
Carl Christian Vogel von Vogelstein: Johann Gottfried Abraham Frenzel (1828)

Johann Gottfried Abraham Frenzel (* 1. Januar 1782 in Dresden; † 6. November 1855 ebenda), auch unter dem Namen „Johann Gottlieb Abraham“ bekannt, war ein deutscher Landschaftsmaler, Zeichner, Kupferstecher und Kunstschriftsteller.

## Leben und Werk
Johann Gottfried Abraham Frenzel war das zweite Kind von Johann Gottfried Frenzel (1738–1809) und seiner Ehefrau Eleonore Friederike Köhler (1752–1802). Bereits im Alter von 14 Jahren ging er in die Dresdner Kunstakademie, wo er bei Cajetan Toscani (1742–1815) das Zeichnen und bei Professor Johann Adolph Darnstedt (1769–1844) den Kupferstich erlernte, außerdem war er Schüler von Christian Gottlieb Mietzsch (1742–1799).
1809 wurde er zunächst Schreiber und nach dem Ableben von Christian Gottlieb Dolst (1740–1814) Inspektor der „Galerie der Kupferstiche und Handzeichnungen“, wie das 1720 aus der Kurfürstlichen Kunstkammer ausgegliederte Dresdner Kupferstichkabinett zunächst offiziell bezeichnet wurde. Ab 1844 bis zu seinem Tod war er Direktor dieser ältesten grafischen Sammlung im deutschsprachigen Raum. Weiterhin lehrte Frenzel auch Gravur und Kupferstich an der 1828 gegründeten „Königlich-Technischen Bildungsanstalt Sachsen“, der heutigen Technischen Universität Dresden.
Im Jahr 1811 heiratete Frenzel am 23. Juni Johanne Magdalene Volenius, mit der er die Söhne Friedrich August und Paul hatte, die beide Maler wurden.

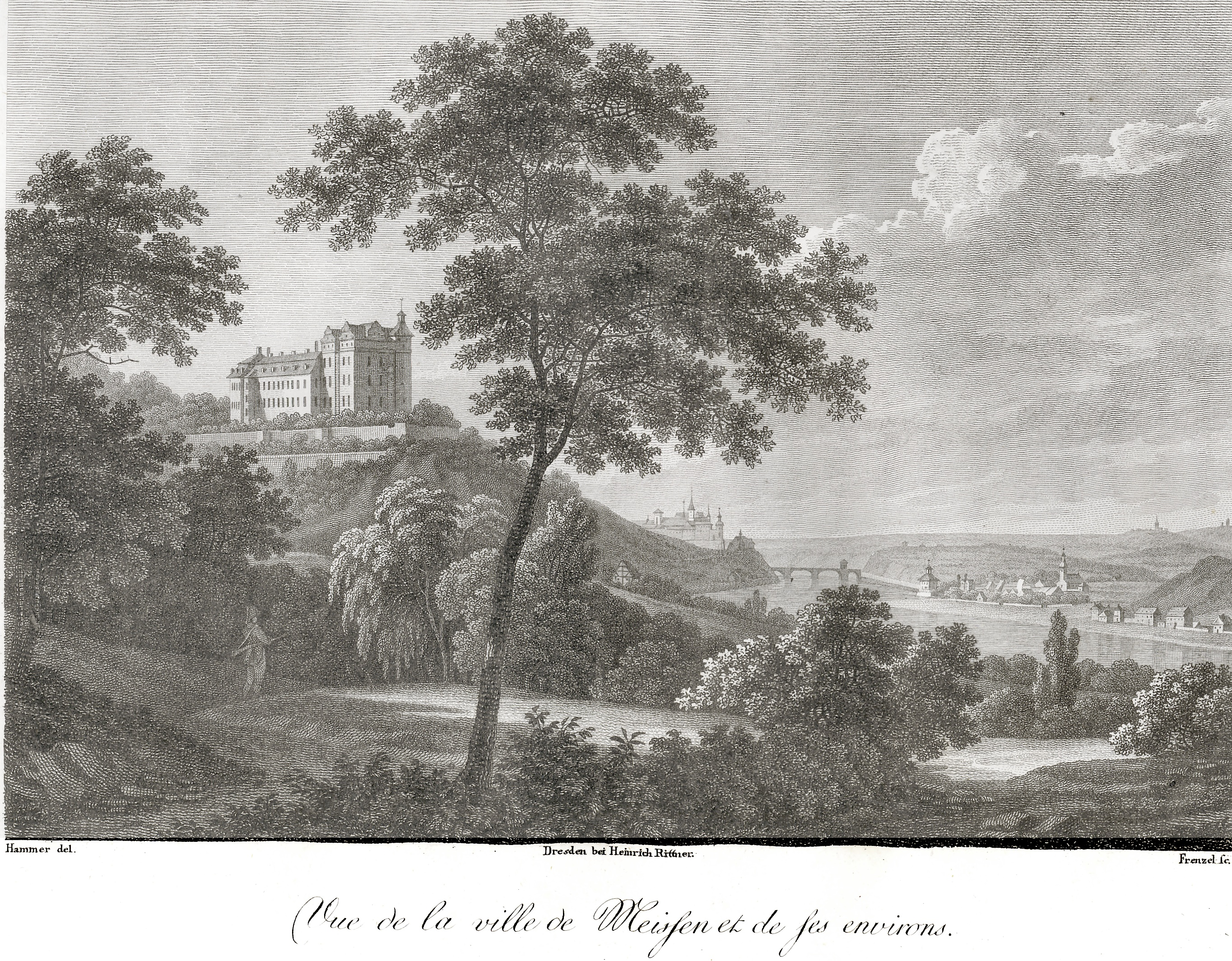
Johann Gottfried Abraham Frenzel: Schloss Siebeneichen, Kupferstich

Frenzel fertigte seine Kupferstiche, die sich durch technische Virtuosität, zeichnerische Effekte und eine hohe Modelltreue auszeichneten, sowohl nach eigenen Vorlagen als auch nach Zeichnungen anderer Maler wie z. B. Jacob Isaackszoon van Ruisdael, Cornelis van Poelenburgh, Claude Lorrain, Rembrandt van Rijn, Johann Christian Klengel, Johann Gottfried Jentzsch (1759–1826) und Karl Gottfried Traugott Faber (1786–1863). Für den vom Dresdner Kunsthändler Heinrich Rittner herausgegebenen Bildband „Dresden mit seinen Prachtgebäuden und schönsten Umgebungen“ stellte er 5 große Kupferplatten nach Zeichnungen von Gottlob Friedrich Thormeyer und Christian Gottlob Hammer her. Ebenfalls sehr bekannt wurden Frenzels Druckvorlagen der Buch-Illustrationen zur Brasilienreise von Maximilian Prinz zu Wied-Neuwied in den Jahren 1815–1817, erschienen in Frankfurt 1820.
Frenzel machte sich weiterhin einen Namen als Kunstschriftsteller und stand im Ruf eines exzellenten Kunstkenners. So beschrieb und katalogisierte er die künstlerischen Nachlässe von Wilhelm Gottlieb Becker (1819), der Gräfin von Einsiedel-Reibersdorf (1833/34), des Grafen Franz von Sternberg-Manderscheid (I–IV, 1836–1842), von Carl Friedrich Freiherr von Rumohr (1846), des Freiherrn H.A. von Friesen (1847) sowie von Johann Christian Klengel (1855). Eine Beschreibung der grafischen Sammlung von König August II. entstammt ebenfalls seiner Feder. Frenzel war Mitglied der Dresdner Freimaurerloge Zum goldenen Apfel.
Als 1828 der österreichische Landschaftsmaler Josef Rebell zu Besuch in Dresden schwer erkrankte, bemühte sich Frenzel gemeinsam mit Carl Christian Vogel von Vogelstein sehr um die Pflege des Erkrankten, sie konnten aber seinen Tod nicht abwenden. 10 Tage nach dem Ableben Rebells zeichnete Vogel ein Porträt Frenzels, das sich im Dresdner Kupferstichkabinett befindet. Dieses Bild ist handschriftlich mit „Johann Gottfried Abraham“ unterzeichnet.